# Jiříkovice
Jiříkovice (en allemand : Jirschikowitz, auparavant Girzikowitz) est une commune du district de Brno-Campagne, dans la région de Moravie-du-Sud, en République tchèque. Sa population s'élevait à 925 habitants en 2020.

## Géographie
Jiříkovice se trouve à 3 km à l'est du centre de Šlapanice, à 12 km au sud-est de Brno et à 196 km au sud-est de Prague.
La commune est limitée par Tvarožná au nord et à l'est, par Blažovice à l'est, par Zbýšov et Prace au sud, et par Ponětovice et Šlapanice à l'ouest.

## Histoire
La première mention écrite de la localité date de 1264.